# Académie des sciences, belles-lettres et arts d'Angers
L'Académie des sciences, belles lettres et arts d'Angers a été créée par Louis XIV qui signa les lettres patentes à Versailles le 16 juin 1685. Le premier directeur en fut l'évêque d'Angers d'alors, Henri Arnauld.

## Histoire
Le 31 mai 1684, sur la proposition du maire d'Angers Jacques Charlot, le conseil de ville sollicitait officiellement au ministre d'état le marquis de Châteauneuf la création d'une académie de Belles-Lettres, composée de 30 membres angevins ou nés de père angevin et résidant autant que possible à Angers.
L'installation se fit le 1er juillet 1686 par l'Intendant de Nointel dans la salle du pavillon du jardin de la mairie. En 1747, la société agrandit le cercle de ses études et admit les sciences au partage des prix, la même année on admet des associés étrangers, parmi lesquels Réaumur, Voltaire, Hérissant, Du Molard, Titon du Tillet, Racine fils, Fréron, de Voglie, Turbilly, Dreux du Radier, Dureau de la Malle, Florian.
En 1760, le roi Louis XV nomme le maréchal de Contades comme vice-protecteur de la société. Le Duc d'Anjou futur Louis XVIII en sera le protecteur en 1770.
En 1789, la nouvelle de la prise de la Bastille arriva pendant une séance de la société, le dernier procès-verbal enregistré est du 30 juin. Les archives furent conservées en partie par Toussaint Grille (1766-1850) qui fut directeur de la bibliothèque municipale d'Angers en 1805.
Supprimée le 8 août 1793 par le décret supprimant toutes les académies et sociétés savantes, voté par la Convention.
L’Académie fut rétablie en 1828 par des Angevins, ayant appartenu à l’ancienne Académie d’Angers et à la Société d’Agriculture, et qui envisagent un rapprochement entre elles et est renommée sous le titre commun; de Sociéte d'Agriculture, Sciences et Arts. Reconnue d’utilité publique par un décret du 5 mai 1833.
En 1852, la Société devient la Société impériale d’agriculture, sciences et arts d’Angers et ajoute en sous-titre, ancienne Académie d’Angers, puis, par décret du 15 avril 1947, la Société est autorisée à changer son titre en Académie des sciences, belles-lettres et arts d’Angers.
En 2004, l'Académie préside, pour deux ans, la Conférence nationale des académies des sciences, lettres et arts.
En 2014, elle a son siège à l’hôtel de Livois.

## Membres renommés

### Directeurs et présidents
Le poste de directeur existe de 1686 à 1793 ; il est remplacé par le poste de président de 1828 à aujourd'hui.
- 1686-1687 : Henry Arnauld
- 1688-1689 : Louis Béchameil de Nointel
- 1691-1692 : Gilles Ménage
- 1698-1701 : Jean Frain du Tremblay
- 1759-1762 : Claude François du Verdier de La Sorinière
- 1770-1771 : Georges-Gaspard de Contades[4]
- 1777-1780 : Jacques-Nicolas-René Gastineau[5]
- 1835 : Louis Pavie
- 1982-2003 : Françoise Poirier-Coutansais
- André Bruel

### Quelques membres titulaires
- Siège XI : Jean-Pierre Cotelle de La Blandinière, (1748-1793)
- Siège XII : François Bernier, (1685-1688)
- Siège XIX : Gabriel Éléonore Merlet de la Boulaye, (1782-1793)
- Sièges inconnus
  - René Bazin, romancier
  - Victor Chatenay, maire d'Angers (élu en 1930)
  - Paul Desforges-Maillard, poète
  - Jean-François Dreux du Radier, érudit[6]
  - Louis de Farcy, historien
  - Dominique Lambert de la Douasnerie, historien et écrivain (élu en 1976)[7]
  - Gaëtan, marquis de Meaulne (1900-1970)
  - Joseph-François de Monteclerc, religieux
  - André Sarazin, écrivain et historien (élu en 1964)
  - Jean de Viguerie, historien et essayiste
  - Voltaire, écrivain et philosophe (élu en 1747)
  - Auguste-François-Chrysante de Goddes (1747-1811), marquis de Varennes, (élu en 1772)[8].
  - Jean Renard, écrivain et historien (élu en 1981)

## Sources
- Dictionnaire historique de Maine-et-Loire, Célestin Port. Version originale 1874.
- Académie des sciences, belles-lettres et arts d'Angers, historique[2].